# 朱希忠
朱希忠（1516年—1573年），字贞卿，明朝政治人物，官至太子太师。祖上为朱能。

## 生平
其早年跟从明世宗到承天府，掌行在左军都督府事。至衛輝时行宫起火，朱希忠与都督陸炳保护明世宗逃出，从此受得恩宠。之后掌管后军都督府、右军都督府，神機營总管、十二團營及五軍營的提督，累加至太子太师，歲祿七百石。死后，追封为定襄王，謚恭靖。万历十一年时，給事中余懋學上言，张居正收受贿赂违规给朱希忠追封郡王，请求追夺王爵。
子朱時泰襲爵，襲封不久去世，二十八年（1600年）由時泰長孫朱鼎臣襲爵，鼎臣夭折，二十九年由時泰次子朱應槐襲爵。